# Werner Jarowinsky
Werner Jarowinsky (ur. 25 kwietnia 1927 w Leningradzie, zm. 22 października 1990 w Berlinie) – wschodnioniemiecki ekonomista, funkcjonariusz partyjny SED i gospodarczy.

## Życiorys
Rodzina Jarowinskich przeniosła się do Niemiec w latach 30. W latach 1941–1943 Jarowinsky praktykował jako pracownik administracyjno-biurowy w przedsiębiorstwie przemysłowym (Industriekaufmann), a następnie odbył służbę wojskową (1943-1945).
W latach 1945–1946 wstąpił do KPD/SED i był pracownikiem Volkspolizei. W tym samym czasie uczęszczał też do placówki podnoszącej wiedzę robotników Vorstudienanstalt w Halle (Saale), zdając w 1947 maturę. W latach 1948–1951 studiował ekonomię i prawo na Uniwersytecie Marcina Lutra w Halle-Wittenberg oraz na Uniwersytecie Humboldta w Berlinie. W latach 1951–1956 był wykładowcą i dyrektorem Instytutu Ekonomiki Handlu Wewnętrznego (Institut für Binnenhandelsökonomik) na Wydziale Nauk Ekonomicznych (Wirtschaftswissenschaftlichen Fakultät) na Uniwersytecie Humboldta. W 1956 na Wydziale Ekonomicznym Uniwersytetu w Lipsku obronił pracę doktorską pt. „Funkcje planowania socjalistycznego handlu Niemieckiej Republiki Demokratycznej i podstawy planowania państwowej sprzedaży detalicznej” (Die Funktionen der Planung des sozialistischen Handels der Deutschen Demokratischen Republik und die Grundlagen der staatlichen Einzelhandelsumsatzplanung).
W 1956 został kierownikiem resortowego Instytutu Badawczego Handlu Wewnętrznego (Forschungsinstitut für Binnenhandel), w 1957 szefem Głównego Zarządu (Hauptverwaltung) w Ministerstwie Handlu i Zaopatrzenia NRD, w 1959 sekretarzem stanu w tymże ministerstwie. W 1963 został członkiem Komitetu Centralnego SED, oraz zastępcą członka Biura Politycznego KC SED (od 1984 członkiem), i sekretarzem KC odpowiedzialnym za handel i zaopatrzenie, a później i sprawy Kościoła, deputowanym Izby Ludowej NRD (Volkskammer), tu od 1971, jako przewodniczący Komisji Handlu i Zaopatrzenia. Z racji sprawowanych funkcji był „skoszarowany” w partyjno-rządowym osiedlu kierownictwa NRD - Osiedlu Leśnym pod Bernau.
W listopadzie 1989 został wiceprzewodniczącym Izby Ludowej i przewodniczącym klubu SED-PDS tamże. 10 stycznia 1990 Jarowinsky wycofał się z zasiadania w Izbie Ludowej a 20 stycznia został usunięty z SED-PDS.